# Pont du Diable (Biscaye)
Pour les articles homonymes, voir Pont du Diable.

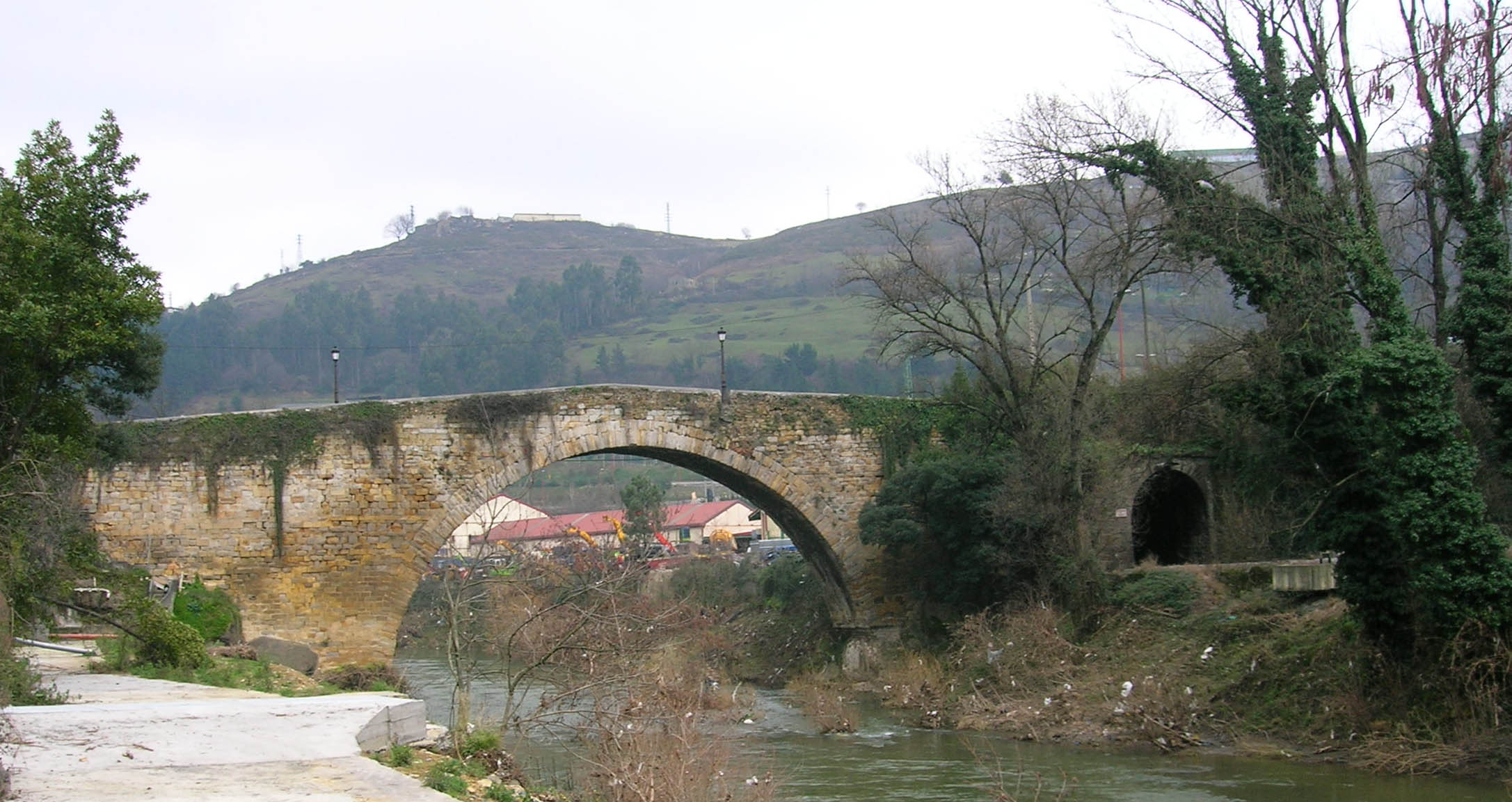
Le « pont du Diable » sur le Kadagua ; à droite, tunnel de chemin de fer à voie étroite.

Le pont médiéval du lieu-dit Kastrexana (basque) ou Castrejana (espagnol), dit pont du Diable ou « pont des Sorcières », est un pont sur la rivière du Kadagua, reliant les communes basques de Barakaldo et Bilbao, situées en Biscaye. Il fait partie du chemin du Nord du pèlerinage de Saint-Jacques-de-Compostelle.

## Histoire et architecture
Sa construction, commandée par le maître de la ville de Lekeitio Pedro Ortiz, remonterait à la fin du XIVe siècle ou au début du XVe siècle. Il eut un rôle très important jusqu'au XIXe siècle parce-qu'il faisait partie du Chemin royal reliant Bilbao à la Castille à travers Balmaseda et Valle de Mena. Il est bâti en grès et est constitué d'un seul arc. Les culées s'appuient sur les rives rocheuses de la rivière. Les claveaux (les pièces formant l'arc) y sont constitués d'une double rangée de pierres.

### Mythologie basque
Il est appelé pont du « Diable » car des légendes attribuent sa construction au Diable lui-même. La plus ancienne raconte qu'une jeune fille vendit son âme au Diable en échange d'un pont qui lui servît de passage vers l'autre rive du Kadagua où vivait son aimé. Ne manquant qu'un claveau pour achever le pont, la jeune fille s'en repentit et le chant du coq fit fuir le diable. Ainsi elle put sauver son âme, passer le pont et rejoindre son aimé.
D'autres légendes attribuent la construction aux génies nommés mikolas. Ces diablotins se plaçaient en file depuis la carrière jusqu'au pont, en donnant les pierres l'un à l'autre.